# 山苇羚
山苇羚（學名 Redunca fulvorufula）是一種生活於非洲東北部的羚羊。
山苇羚平均肩高为75厘米，体重约在30公斤左右。 它们的毛皮颜色多为灰色，腹部为白色，头部和肩部则为红褐色。雄性山苇羚有一对35厘米左右的角，向前弯曲。
山苇羚生活在茂密的山林中，以草和树叶为食。山苇羚以五头左右形成一个群体，其中包括一头成年雄性山苇羚。年轻的雄性山苇羚会被赶出群体，形成较小的单身种群。在旱季，山苇羚有时也会组成达到30头之多的种群。它们一般在白天活动，但在炎热的环境下会显得怠惰。